# Nyilasmár-dűlő
A Nyilasmár-dűlő az Egri borvidék Grand Superior besorolású dűlője Noszvaj határában.

## A név eredete
A névösszetétel első része egy ősi sorsolási technikára utalhat: a nyílhúzásra, mely a terület újraosztásának módját jelentette a jogosultak között. Nevezik még nyílvonásnak, nyílvetésnek, nyilas osztásnak is. Egy-egy nyílvesszőre rótták fel az egyes földdarabok jelét, majd az érintettek húztak az egybefogott nyílkötegből. A nyílhúzásra az első adat a XI. századból való, a sorsolás módja később megváltozott, de az elnevezése nem.
A szóösszetétel második fele – a másutt mály-ként ismert szó helyi változata – déli fekvésű, meleg, növényzet borította, igen gyakran szőlőtermő hegyoldalt, hegylejtőt jelöl.
A termőhely szimbólumaként számon tartott több száz éves eperfa egy 1910-es években készült hivatalos földmérési térképen tájolási egységként szerepelt mint magassági pont. A kataszteri térképek szerint a terület Noszvaj község befolyásos személyeinek (főnemesek, köznemesek) birtokában volt – például a Galassy családé –, akik később többek között az impozáns De la Motte-kastély tulajdonosai lettek.

## A terület adottságai
A dél-délnyugati fekvésű terület a Bogácsi-tónak köszönhetően egyedi mikroklímával rendelkezik. A néphagyomány szerint ezen a területen olvad el elsőként a hó, ami kedvező fekvését jelzi. Talaja ásványi anyagokban gazdag (gránit/vulkanikus kőzet), termőrétege vékony, köves, tufás. A terület mind a fehér, mind a vörös szőlőfajtáknak kedvez. A világfajták és az autochton fajták egyaránt jól érzik magukat: gondos munkával, megfelelő időjárású évjáratokban kiemelkedő, nemzetközi szinten is klasszis borok készítését teszi lehetővé. A Nyilasmár jellemzően karakteres, tüzes, szép, üde, gyümölcsös borokat ad.
A dűlő a Kovács Nimród Borászat (KNW) birtokában van. Itteni, 8 hektáros területén a borászat Chardonnay, Pinot Gris, Pinot Noir, Syrah és Kékfrankos ültetvényeket nevel, amelyek terméséből magas minőségű birtokborok készülnek. E borok „Monopole” megkülönböztetése is utal arra, hogy ezeken a területeken másnak nincs szőlője.